# Sparbanken Västra Skåne
Sparbanken Västra Skåne var en regional sparbank i västra Skåne 1980-1984.
Banken bildades 1980 genom sammanslagning av följande banker:
- Sparbanken i Helsingborg, grundad 1836. Inkluderade tidigare Luggude härads sparbank (grundad 1848), Kattarps sparbank (1866), Välluvs sparbank (1871), Kvistofta sparbank (1874), Välinge sparbank (1881), Allerums sparbank (1883) Hälsingborgs nya sparbank (1887), Raus sparbank (1901), Allmänna sparbanken i Hälsingborg (1922)
- Bjuvs sparbank, grundad 1884.
- Sparbanken i Höganäs, grundad 1899. Inkluderade tidigare Kullens sparbank (1849), Brunnby sparbank (1883), Jonstorps och Farhults sparbank (1870).
- Landskrona sparbank, grundad 1836. Inkluderade tidigare Västra Karleby sparbank (1874), Norrvidinge, Södervidinge och Dagstorps socknars sparbank (1876), Glumslövs sparbank (1882) och Rönnebergs sparbank (1919).
- Röstånga sparbank, grundad 1872.
- Svalövs sparbank, grundad 1867. Inkluderade Söderåsens sparbank (1906)
- Teckomatorps sparbank, grundad 1891.
- Tågarp-Billeberga sparbank, sammanslagning av Tågarps sparbank (1871) och Billeberga sparbank (1874)
- Åsbo sparbank, grundad 1860. Inkluderade tidigare Perstorps sparbank (1873), Östra Ljungby sparbank (1875), Oderljunga sparbank (1876), Kvidinge sparbank (1884), Riseberga sparbank (1886), Åstorps sparbank (1893), Sparbanken Klippan (1903) och Färingtofta sparbank (1920).

Eftersom många av sparbankerna var resultat av tidigare fusioner ingick ett 40-tal historiska sparbankers verksamhet i den sammanslagna banken. Deras gemensamma historia sträckte sig tillbaka till grundandet av sparbankerna i Helsingborg och Landskrona 1836. Vid bildandet var banken den näst största i Skåne (efter Sparbanken Malmöhus) räknat på balansomslutning.
VD var Olle Lindvall som tidigare haft samma uppdrag för Sparbanken i Helsingborg.
Under 1984 gick banken ihop med Sparbanken Malmöhus, Sparbanken Göinge och Söderslätts Sparbank för att bilda Sparbanken Skåne (1984–1992). Den skulle senare uppgå i Sparbanksgruppen 1991, Sparbanken Sverige 1992 och Föreningssparbanken 1997. År 1999 överläts verksamheten i Svalövs kommun till Färs och Frosta sparbank. Bankens tidigare kontor i Svalöv tillhör således Sparbanken Skåne (2014–), medan övrig kvarvarande verksamhet ingår i Swedbank.

## Källhänvisningar
1. 1 2  Sparbankerna 1980, Statistiska centralbyrån, 1981
2. ↑  http://www.hd.se/2004-05-04/dodsfall-i-sverige
3. ↑  FSPA och Färs & Frosta Sparbank, Föreningssparbanken, 17 december 1998